# Vivaro
Vivaro (friuli nyelven Vivâr) település Olaszországban, Friuli-Venezia Giulia régióban, Pordenone megyében. Lakosainak száma 1317 fő (2023. január 1.). Vivaro Arba, Cordenons, Maniago, San Giorgio della Richinvelda, San Quirino és Spilimbergo községekkel határos.

## Népesség
A település lakossága az elmúlt években az alábbi módon változott:
| Lakosok száma | 1357 | 1343 | 1317 |
|               | 2017 | 2018 | 2023 |